# Tuberaria guttata
Tuberaria guttata là một loài thực vật có hoa trong họ Nham mân khôi. Loài này được (L.) Fourr. miêu tả khoa học đầu tiên năm 1868.
Có tên gọi trong tiếng Anh spotted rockrose, tiếng Pháp hélianthème taché hay hélianthème à gouttes (nghĩa là nham mân khôi đốm), nó là loài thực vật thân thảo sống một năm, phổ biến của khu vực ven Địa Trung Hải, và mọc lẻ tẻ trong khu vực Wales và Ireland. Thân cây đơn hay phân nhánh, cao 2–30 cm, nhiều lông. Các lá ở gốc hình elip, dài 3 cm, rộng 1–5 cm, mọc thành hình nơ, thường chết vào thời gian ra hoa. Các lá trên thân cây ở phần thấp mọc đối, 2 -5 cặp, thiếu lá kèm, không cuống, hình elip tới hình mũi mác hơi nhọn tới tù, 3 gân lá. Các lá ở phần trên thân cây ít, ngắn và hẹp, hình mũi mác tới thẳng, mọc so le, có hoặc không lá kèm, có lông, với lông tơ hình sao thưa thớt ở mặt dưới. Ra hoa trong khoảng thời gian từ tháng 5 tới tháng 8 trong điều kiện thời tiết khô. Hoa khi ở dạng nụ cuộn lại giống như vỏ ốc, màu vàng, rất hay thay đổi, với các đốm đặc trưng ở gốc cánh hoa có kích thước và độ đậm nhạt màu sắc hay thay đổi. Mọc thành xim hoa ở một phía. Thụ phấn nhờ côn trùng hay tự thụ phấn. Quả nang hình trứng, gần như nhẵn nhụi hoặc có lông thưa ở các mép gần đỉnh, chứa nhiều hạt màu nâu nhạt, phát tán nhờ động vật.
Loài này thường mọc trong các bụi cây thấp trong các khu vực truông Địa Trung Hải (garigơ), thường là trên đất đá vôi và gần với biển.

## Hình ảnh

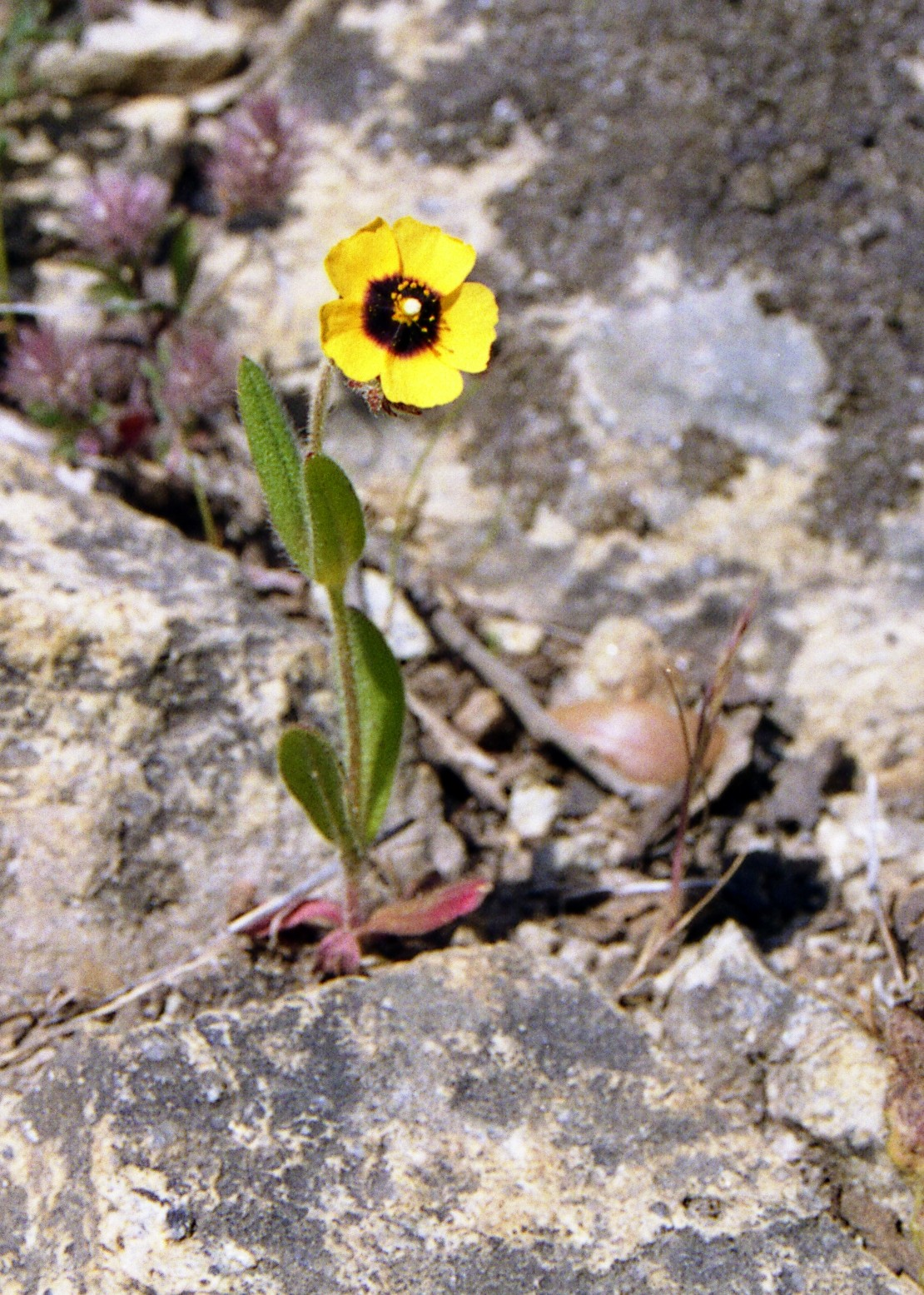
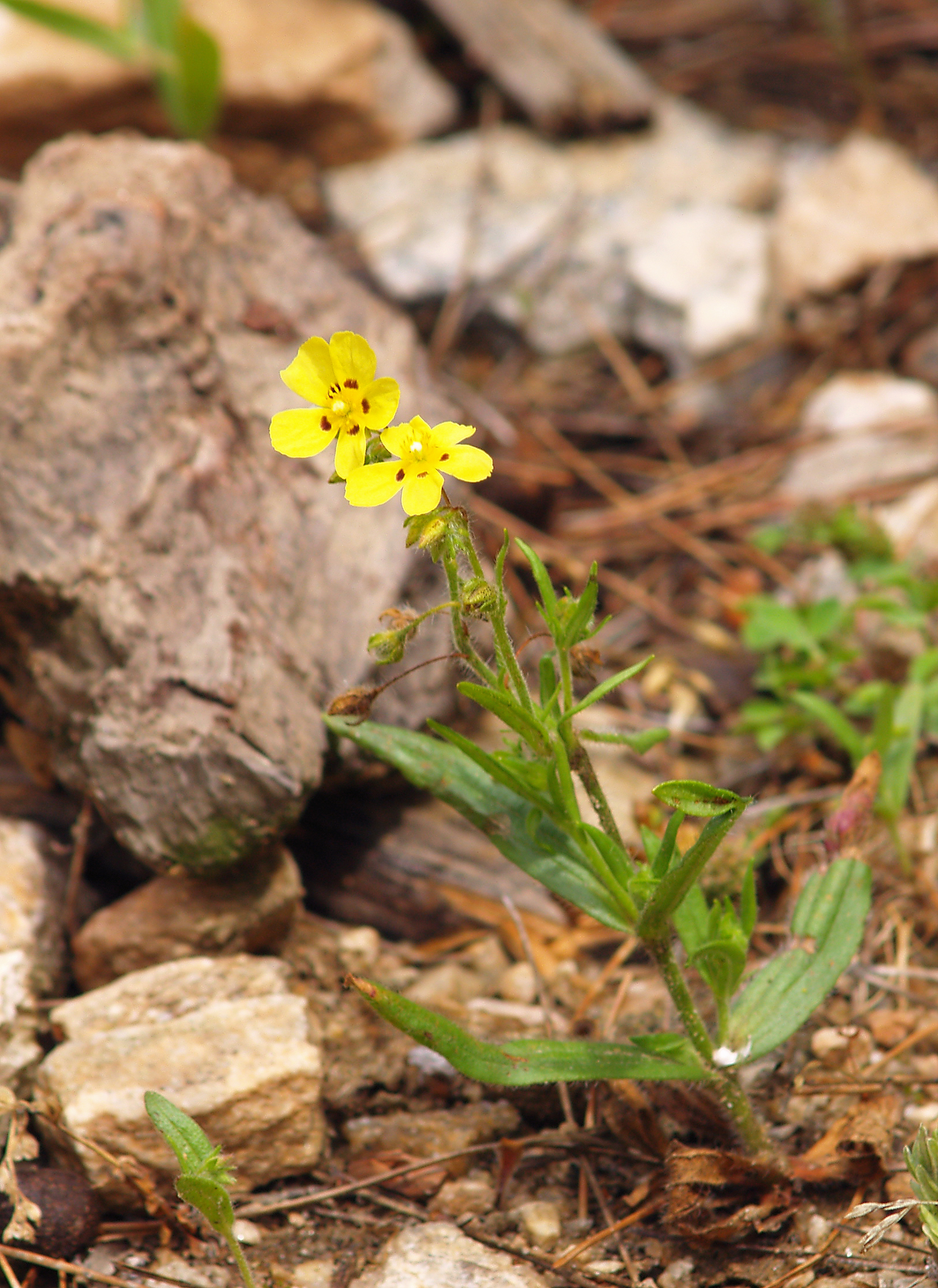
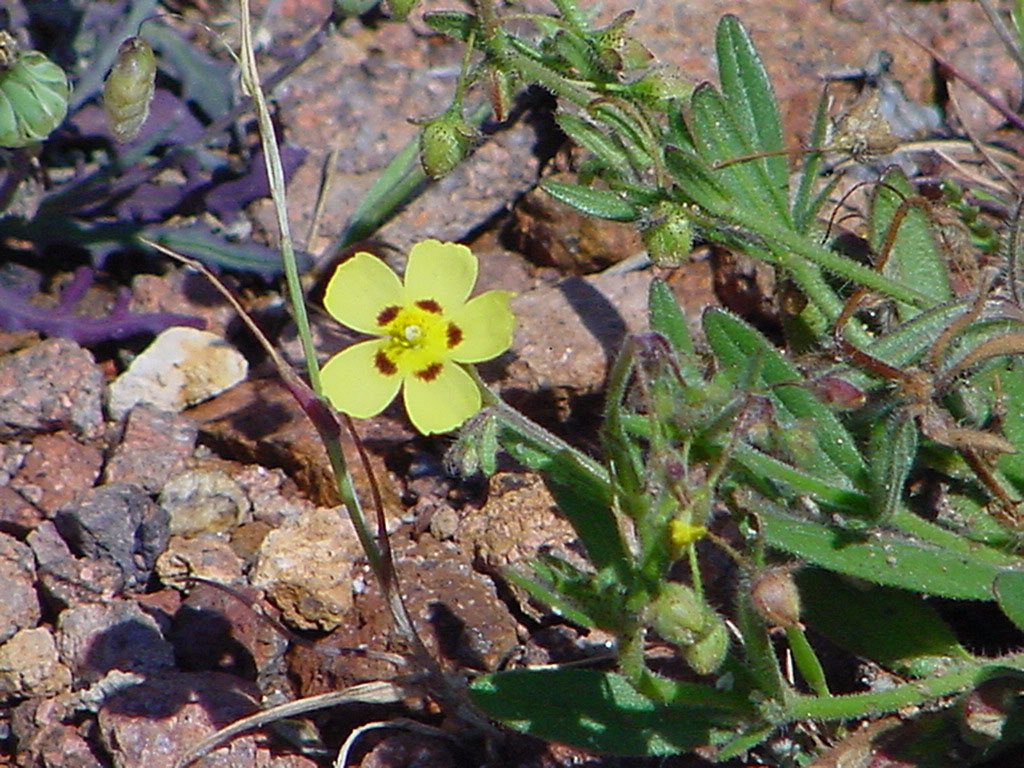
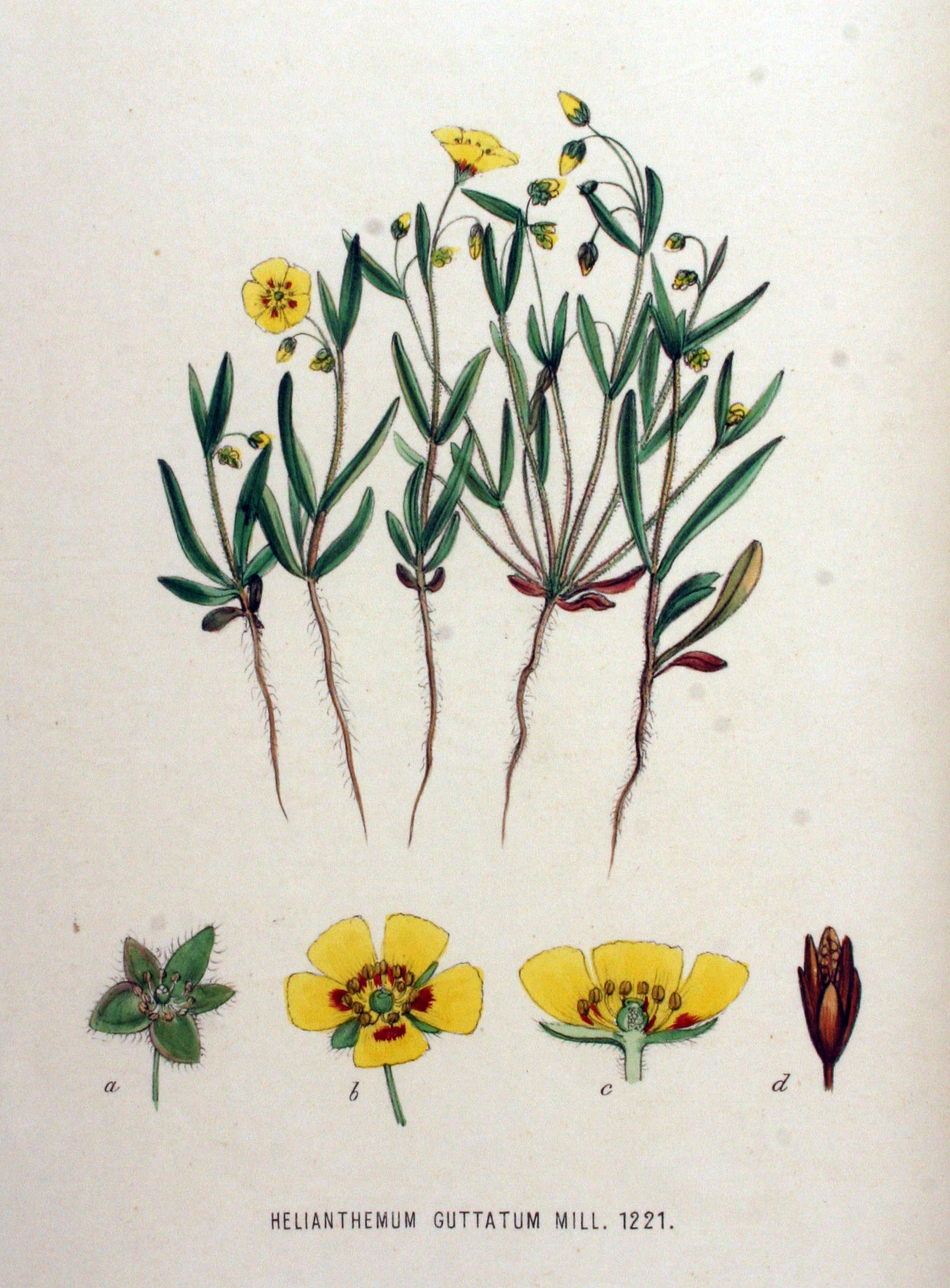